# Святилище Ацута
Святи́лище А́цута (яп. 熱田神宮, あつたじんぐう, МФА: [at͡su̥ta d͡ʑinguː]) — синтоїстське святилище в Японії. Розташоване в районі Ацута міста Наґоя префектури Айті. За переказами засноване 113 року. Головний храм історичної провінції Оварі, найбільше святилище префектури. Центральне божество — меч Кусанаґі, одна із трьох священних реліквій Імператора Японії. Найбільше святилищне свято відбувається щороку 5 червня.